# Басиџ
Басиџ (перс. بسيج) је иранска паравојна формација, коју је основао ајатолах Хомеини у новембру 1979, како би обезбедио добровољце за јуришне трупе у Иранско-ирачком рату. Басиџ је тренутно род у Исламској револуционарној гарди.

## Организација, бројност и задужења
Командир Басиџа, бригадни генерал Мохамад Хеџази је проценио број припадника Басиџа на 10,3 милиона марта 2004, а марта 2005. на 11 милиона. Хеџази је 14. септембра 2005, изјавио да Басиџ има више од 11 милиона припадника широм земље.
Новинска агенција Фарс је јавила да су:
Међу најзначајнијим задацима Басиџа су повећавање трајне безбедности, јачање развојне инфраструктуре, опремање база отпора, [и] повећавање запослености."
Хеџази је додао да је забрана порока и промоција врлина у друштву „божанска политика“ Басиџа.
Према Јорданском институту за дипломатију, и сајту GlobalSecurity.org, Басиџ намеће исламске обичаје, заједно са другим сличним ентитетима, и има свој огранак у скоро свакој иранској џамији.

## Профил чланова, и погодности
Типичан припадник Басиџа је мушкарац од 12 или више година. Припадницима се обично скраћује обавезна војна служба (од 21 месеца), за неколико месеци. Члановима Басиџа је лакше да се упишу на универзитет, јер владини универзитети имају квоте резервисане за припаднике Басиџа, невезано за њихове успехе. Постоје бројне погодности и потпоре за припаднике Басиџа, и њихове породице.
Припадници Басиџа такође имају повлашћен статус у јавном превозу. Ако се легитимишу, не морају да чекају у редовима на аеродромима или железничким станицама.